# Баймей
Баймей е последният каган на Източнотюркския каганат, управлявал през 743 – 745 година.
Според различни интерпретации на източниците той е син или брат на своя предшественик Йозмиш, убит от басмилите. При неговото управление каганатът вече е силно отслабен от вътрешни и външни войни. През 744 година империята Тан започва настъпление срещу тюрките и Баймей бяга на запад.
През 745 година Баймей каган е убит от уйгурите и каганатът спира да съществува, като е включен в империята Тан.